# Augusta Zangenberg
Ida Augusta Zangenberg (født 10. oktober 1846 i Thisted, død 8. december 1915 i Hobro) var en dansk danselærer fra Thisted. Hun blev født i Thisted Sogn som det 10. barn i sin søskendeflok. Hendes far var musik og danselærer Johan Heinrich Frederic Hartwig Zangenberg og hendes mor var Mariane Rasmusdatter Lund.
Zangenberg ernærede sig som danselærer, men var også en dygtig og kendt amatørarkæolog, der udgravede utallige gravhøje fra stenalder og bronzealder og opdagede den berømte gravplads fra yngre jernalder og vikingetid ved Lindholm Høje. Zangenbergs private samling af oldsager bestod af mere end 3.000 genstande, der blev solgt til Thisted Museum i 1908.

## Amatørarkæolog i arkæologiens barndom
Zangenberg havde allerede som barn stor interesse for Thistedområdets gravhøje og dysser, der ofte var omgærdet med sagn. Et sagn fortalte, at der boede en kæmpe i en langdysse, der hvor Thisted Kirkegård ligger i dag. For at bevare kæmpens gunst, måtte de lokale børn formilde kæmpen ved at stikke et ulige antal knappenåle ned i dyssen første Påskedag. Uden knappenåle turde børnene ikke nærme sig dyssen, for så ville de blive forfulgt af uheld. En påske var den lille Zangenberg syg, og kunne derfor ikke være med til at stikke nåle i dyssen. Da hun blev rask, besøgte Zangenberg dyssen og stak knappenåle i den. Hun besøgte flere andre gravhøje, som hun også stak knappenåle i. Zangenberg var meget nysgerrig efter at finde ud af, hvad der skjulte sig i gravhøjene. I en plovfure ved siden af en høj fandt hun en sten med en underlig form. Da hun samlede stenen op, viste det sig at være en slebet stridsøkse. Stridsøksen blev Zangenbergs første fund. Som barn drømte hun om at samle oldsager og undersøge gravhøje.
Zangenberg var en ivrig amatørarkæolog på egnen omkring Thisted, og fra 1870erne og frem var hun ansvarlig for udgravninger af bopladser og gravpladser. I 1872 levede hun af at undervise i dans, men sideløbende med danseundervisningen begyndte hun at undersøge og udgrave beskadigede gravhøje. De velbevarede gravhøje forsøgte hun derimod at få ejerne til at frede. Zangenberg betalte som regel arbejdsmænd for at udføre udgravningerne, og hun dirigerede dem med hård hånd. Der findes desværre ikke billeder af Zangenberg som feltarkæolog.
I sommeren 1878 foretog professor Conrad Engelhardt udgravninger af gravhøje i Vestervig for Nationalmuseet. Disse udgravninger fulgte Zangenberg nøje med i, og da Engelhardt opdagede hendes store interesse, lærte han hende både om udgravningsmetoder til udgravning af gravhøje, og hvordan man skal behandle oldsager af bronze, rav, læder, urner og lignende, så de bedst bevares. Zangenberg var en tidstypisk amatørarkæolog, der kom i mesterlære hos en erfaren arkæolog. Desuden samlede hun på oldsager.
Mange af de oldtidsfund Zangenberg gjorde, blev givet til Realskolen i Thisted. Senere overdrog hun hovedparten af sine fund til Nationalmuseet i København. Gennem sin amatørarkæologiske karriere udgravede Zangenberg gravhøje i både Thisted, Agger og Hjørring. Bevæbnet med en stålstang undersøgte Zangenberg mange høje omkring Hjørring. Stålstangen brugte hun til at lede efter stensætninger, så hun ikke forgæves igangsatte en udgravning.

## Køkkenmøddingen på Signalbakken
Da Zangenberg i 1884 vendte tilbage til Danmark fra et ophold i Norge, bosatte hun sig i Aalborg, hvor hun fortsat ernærede sig som danselærer. Øst for Aalborg lå Signalbakken, hvor Zangenberg opdagede en køkkenmødding. Køkkenmøddingen blev delvist udgravet af Zangenberg, der satte en dyd i at lade de lokale skolebørn i følgeskab med deres undervisere komme forbi og se udgravningen. Ved den lille udgravning fandt Zangenberg en større skaldynge med østers, blåmuslinger, hjertemuslinger, strandsnegle, knogler, potteskår, flinteflækker, skindskrabere, slagbuler og brudstykker af slebne stenkiler. Zangenberg kontaktede Nationalmuseet, der meddelte at de gerne ville foretage en udgravning i sommeren 1895. Nationalmuseet anmodede desuden Zangenberg om at deltage i udgravningen som deres gæst.
Zangenberg fortsatte den mindre udgravning i sommeren 1884. Hun mødte ind på udgravningen ved 6-7-tiden om morgenen og fortsatte udgravningen indtil kl. 15. Derefter tog hun ind til Aalborg og gav danseundervisning. Aviserne skrev om udgravningen, og mange mennesker kom forbi og så den. Til sidst måtte Zangenberg hyre vagter, så folkemængden ikke ødelagde fundene, når hun ikke var til stede. Enden på det hele blev et forbud mod at gå på Signalbakken, der blev trykt i aviserne.
I 1885 fortsatte udgravningen af køkkenmøddingen på Signalbakken under ledelse af Nationalmuseet. Køkkenmøddingen blev dateret til yngre stenalder. Der blev fundet mange skår af fint ornamenterede lerkar, redskaber af flint og kornsorterne hvede, byg og hirse. Dertil kom en stor mængde knogler. I de efterfølgende år fortsatte Zangenberg udgravningerne på Signalbakken, og de oldsager hun fandt, endte på Thisted Museum.

## Udgravninger i udlandet
Zangenberg foretog også arkæologiske udgravninger i Norge.
I sommeren 1897 var hun på ferie i Brunnen i Schweiz, der ligger tæt på Vierwaldtstätersøen og Alperne. Også her foretog hun en udgravning i nogle små gravhøje, der mindede hende meget om gravhøje, som hun havde udgravet i Danmark. Selv genstandene beskrev hun som ensartede med de danske.

## Opdagelsen af Lindholm Høje
I slutningen af 1890’erne foretog Zangenberg flere arkæologiske rekognosceringer i de sandede, lyngklædte bakker i Lindholm Høje vest for Nørre Sundby. Området var kendt for fund af urner og glasperler, og derfor benyttede Zangenberg enhver lejlighed til at undersøge områdets bakker. Zangenberg opdagede, at der skjulte sig mange store sten under græstørven. Derfor lavede Zangenberg en aftale med ejeren af jorden om, at hun skulle købe store dele af området for 200 kr. Handlen kunne først effektueres i efteråret, fordi ejeren havde solgt en anden parcel fra. Zangenberg fik med det samme tilladelse til at foretage de første, reelle udgravninger i Lindholm Høje, der af arkæologen Marianne Rasmussen Lindegaard bliver kaldt danselærerindens Pompeji. 
Her afdækkede hun mange bådformede grave, der kaldes for skibssætninger. I de bådformede grave udgravede Zangenberg oldsager som urner, nåle, glas og glasperler. Zangenberg meddelte Nationalmuseet om fundet, men de afslog hendes tilbud om at undersøge området. Den daværende direktør for Nationalmuseet, Sophus Müller, skrev at Lindholm Høje burde være godt beskyttet under flyvesandet i en beskrivelse af Nationalmuseets udgravninger fra 1893-1897. Han tilføjede, at området delvist var ødelagt af en lidt for ivrig amatørarkæologs sporadiske udgravninger. Der er ikke noget, der tyder på, at denne lidet flatterende beskrivelse af hendes udgravninger fik Zangenberg til at standse dem.
Zangenberg tolkede gravpladsen ved Lindholm Høje som en gravplads efter et søslag i Limfjorden, hvor alle de faldne krigere blev begravet. Da det gik op for markens ejer, hvor sjældent fundet ved Lindholm Høje var, forlangte han 2.000 kr i stedet for de aftale 200 kr. Det ville Zangenberg ikke betale, og derfor standsede hun udgravningen, som hun for øvrigt selv havde betalt for. Til sidst blev højene og området købt af en hjemvendt, dansk plantageejer fra Brasilien, der endte med at forære gravhøjene til Nørre Sundby Kommune. Zangenberg ærgrede sig over tabet af Lindholm Højes mange skibssætninger resten af livet. Her ville hun gerne have udgravet, forvaltet og formidlet et stykke helt særligt Danmarkshistorie.

## Danselærerens og amatørarkæologens eftermæle
Gennem hele sit liv blev Zangenberg ved med at give danseundervisning og foretage amatørarkæologiske udgravninger. Hun døde som 69-årig i 1915.
Zangenberg spillede en væsentlig rolle for etableringen af det daværende Thisted Museum. Hun havde kontakt med flere store arkæologer som C. Engelhardt og S. Müller, men hendes mangeårige indsats for arkæologien gav hende ikke en plads blandt tidens fagarkæologer.
Zangenberg var stolt af sit arbejde som amatørarkæolog. Forud for et kongebesøg i Thisted i 1908 bad Zangenberg den lokale redaktør Aaberg om, at dronningen skulle gøres opmærksom på, at de mange fund i Zangenbergs samling alle var fundet af en kvinde.
Augusta Zangenbergs samling er stadig en del af Thisted Museum, og hendes arbejde beskrives af nulevende arkæologer som tidssvarende. Zangenberg er begravet på Thisted Kirkegård, hvor hun i sin barndom stak knappenåle i en langdysse.